# Sobradinho EC
Der Sobradinho Esporte Clube, in der Regel nur kurz Sobradinho genannt, ist ein Fußballverein aus Sobradinho im brasilianischen Bundesdistrikt.
Aktuell spielt der Verein in der Série B der Distriktmeisterschaft von Brasília.

## Erfolge
- Distriktmeisterschaft von Brasília: 1985, 1986, 2018
- Distriktmeisterschaft von Brasília – Segunda Divisão: 2003

## Stadion
Der Verein trägt seine Heimspiele im Estádio Augustinho Lima, auch unter dem Namen Augustinho Lima bekannt, in Sobradinho aus. Das Stadion hat ein Fassungsvermögen von 10.000 Personen.

## Trainerchronik
Stand: August 2021
| Trainer             | Nation    | von  | bis  |
| ------------------- | --------- | ---- | ---- |
| Reinaldo Gueldini   | Brasilien | 2012 |      |
| Branco              | Brasilien | 2013 |      |
| João Carlos Cavalo  | Brasilien | 2013 | 2015 |
| Augusto César       | Brasilien | 2017 |      |
| Victor Santana      | Brasilien | 2018 | 2019 |
| Paulo Pereira       | Brasilien | 2019 |      |
| Evilásio            | Brasilien | 2019 |      |
| Luis dos Reis       | Brasilien | 2020 |      |
| Rúbio Alencar       | Brasilien | 2020 |      |
| Antônio Carlos Bona | Brasilien | 2020 |      |
| Bruno Lessa         | Brasilien | 2021 |      |
| Marquinhos Carioca  | Brasilien | 2021 |      |